# Ram Head (udde)
Ram Head är en udde i Sydgeorgien och Sydsandwichöarna (Storbritannien). Den ligger i den nordvästra delen av Sydgeorgien och Sydsandwichöarna.
Terrängen inåt land är kuperad söderut, men norrut är den platt. Havet är nära Ram Head åt nordost.  Trakten runt Ram Head är nära nog obefolkad, med mindre än två invånare per kvadratkilometer. Det finns inga samhällen i närheten. 